# Chênh lệch giá thống kê
Trong kinh tế, chênh lệch giá thống kê (tiếng Anh: statistical arbitrage, thường được viết tắt là Stat Arb hay StatArb) là một loại chiến lược giao dịch tài chính ngắn hạn sử dụng mô hình chiến lược đầu tư đảo ngược về giá trị trung bình liên quan đến sự đa dạng chứng khoán (100 đến 1000) giữ trong một thời gian ngắn (thường là giây đến ngày). Các chiến lược được hỗ trợ bởi nền tảng toán học, tính toán và sàn giao dịch.

## Chiến lược giao dịch
Nói rộng ra, StatArb là bất cứ chiến lược mà tiếp cận đi từ dưới lên, beta-neutral và sử dụng kỹ thuật thống kê/kinh tế lượng cung cấp tín hiệu để thực hiện. Tín hiệu thường được tạo ra qua contrarian mean reversion principle nhưng cũng có thể được thiết kế sử dụng yếu tố như hiệu ứng dẫn/chậm, hoạt động công ty, đà xu hướng ngắn hạn,... 
Bởi có một lượng lớn số cổ phiếu liên quan, tỉ lệ cao mua/bán tài sản và quy mô tác động khá nhỏ đang được cố gắng nắm giữ, chiến lược thường được áp dụng một cách tự động và sự chúa trọng lớn được đặt lên giảm chi phí giao dịch.
Kinh doanh chênh lệch giá thống kê đã trở thành một lực lượng chính ở cả hedge fund và ngân hàng đầu tư. Nhiều hoạt động sở hữu của ngân hàng giờ đây lấy trọng tâm vào sự phong phú xung quanh việc giao dịch chênh lệch giá thống kê.
Là một chiến lược giao dịch, chênh lệch giá thống kê là một cách tiếp cận mang tính định lượng và tính toán cao đối với giao dịch chứng khoán. Nó liên quan đến việc khai thác dữ liệu và các phương pháp thống kê,cũng như việc sử dụng hệ thống giao dịch tự động.
Về mặt lịch sử, StartArb đã phát triển từ chiến lược cặp đôi đơn giản hơn, trong đó cổ phiếu được đưa thành từng cặp bởi sự giống nhau về sự cơ bản hoặc dựa trên thị trường. Khi một cổ phiếu trong cặp thể hiện tốt hơn, cổ phiếu kém hiệu quả sẽ được mua dài và cổ phiếu hiệu quả hơn sẽ được bán ngắn với mong đợi rằng cổ phiếu kém hiệu quả sẽ vươn tới cổ phiếu hiệu quả hơn.
Về mặt toán học, chiến lược là tìm cặp cổ phiếu với sự tương đồng cao, tính đồng liên kết hoặc đặc điểm yếu tố chung khác. Rất nhiều phương pháp thống kê đã được sử dụng trong bối cảnh của giao dịch đôi, từ cách thức đơn giản dựa vào khoảng cách đến phương pháp phức tạp như tính đồng liên kết và khái niệm copula.
StatArb không xem xét các cặp cổ phiếu mà là danh mục đầu tư của 100 cổ phiếu hoặc nhiều hơn - được so khớp cẩn thận theo ngành, khu vực để loại bỏ sự tiếp xúc với hệ số beta và các yếu tố rủi ro khác. Sự xây dựng danh mục đầu tư được tự động và bao gồm 2 bước.
- Bước đầu hoặc giai đoạn “ghi điểm": mỗi cổ phiếu trong thị trường được ấn định một số điểm hoặc thứ hạng thể hiện khả năng mong muốn của nó; điểm cao thể hiện cổ phiếu nên được giữ lâu và điểm thấp thể hiện cổ phiếu là ứng cử viên cho việc bán khống. Chi tiết của công thức điểm đa dạng và thiên hướng độc quyền cao, nhưng, nhìn chung (giao dịch đôi), nó liên quan đến nguyên tắc đảo ngược giá trị trung bình ngắn hạn, vì vậy, ví dụ: Cổ phiếu đã làm rất tốt một cách bất thường trong tuần trước đó nhận điểm số thấp và cổ phiếu đã thể hiện dưới sức nhận điểm cao.[5]
- Bước 2 hay giai đoạn “giảm thiểu rủi ro”: cổ phiếu được tổng hợp thành danh mục đầu tư với tỉ lệ phù hợp để loại bỏ, hoặc ít nhất loại trừ, rủi ro thị trường và yếu tố rủi ro. Giai đoạn này sử dụng mô hình rủi ro có sẵn trên thị trường như MSI/Barra,APT, Northfield, Risk Infotech, và Axioma để giảm thiểu hoặc loại trừ nhiều yếu tố rủi ro.[6]

## Yếu tổ rủi ro
Qua thời gian có hạn, có khả năng nhỏ sự dịch chuyển thị trường sẽ tạo ra sự thua lỗ nặng nề ngắn hạn. Nếu sự thua lỗ lớn hơn nguồn vốn nhà đầu tư để đáp ứng các cuộc gọi ký quỹ trong thời gian đó, vị thế của nó có thể cần được thanh khoản ở điểm lỗ dù mô hình chiến lược dự đoán kết quả cuối cùng là chính xác. Sự vỡ nợ năm 1998 của Quản lý vốn dài hạn là một ví dụ công bố rộng rãi về một quỹ mà thất bại do không có khả năng đăng kí tài sản thế chấp để chi trả sự biến động bất lợi của thị trường.
Kinh doanh chênh lệch giá thống kê cũng tuân theo mô hình điểm yếu cũng như rủi ro cổ phiếu hoặc chứng khoán. Mối quan hệ thống kê mà mô hình dựa trên có thể sai, hoặc thất bại dựa trên sự thay đổi trong sự phân bổ lợi nhuận của tài sản cơ sở. Yếu tố, mà mô hình không để ý hoặc không nhận biết được, có thể trở thành động lực đáng kể tác động giá thị trường và ngược lại. Sự tồn tại của khoản đầu tư dựa trên mô hình có thể thay đổi mối quan hệ kinh doanh, đặc biệt là khi đủ người đầu tư với cùng nguyên tắc. Sự khai thác cơ hội từ kinh doanh chênh lệch giá tăng hiệu quả của thị trường, vì vậy giảm cơ hội, phạm vi cho kinh doanh chênh lệch giá, do đó sự liên tục cải tiến mô hình là cần thiết.
Đánh giá trên cấp độ cổ phiếu, rủi ro về hoạt động M&A thậm chí vỡ nợ cho các tên riêng lẻ. Một sự kiện như vậy ngay lập tức giảm hiệu lực sự ảnh hưởng của bất kể mối quan hệ lịch sử được giả định từ phân tích thống kê thực nghiệm của dữ liệu quá khứ.

## StatArb và rủi ro mang tính hệ thống: Sự kiện mùa hè 2007
Trong tháng 7 và tháng 8 năm 2007, một số quỹ đầu cơ của StatArb (và loại Quant khác) đồng thời bị thua lỗ đáng kể, điều này rất khó giải thích trừ khi có một yếu tố rủi ro chung. Trong khi lý do vẫn chưa được hiểu rõ, một số tài khoản được công bố đổ lỗi cho việc thanh lý khẩn cấp một quỹ đã trải qua các đợt rút vốn hoặc gọi ký quỹ. Bằng cách đóng các vị thế của mình một cách nhanh chóng, quỹ đã gây áp lực lên giá của các cổ phiếu mà quỹ mua dài và bán ra. Bởi vì các quỹ StatArb khác có vị trí tương tự, do sự giống nhau của các mô hình alpha và mô hình giảm thiểu rủi ro của chúng, các quỹ khác đã phải chịu lợi nhuận bất lợi. Một trong những phiên bản của sự kiện mô tả cách quỹ StatArb rất thành công của Morgan Stanley, PDT, đã quyết định giảm các vị trí của mình để đối phó với những căng thẳng ở các bộ phận khác của công ty và điều này đã góp phần như thế nào vào một vài ngày giao dịch bận rộn.
Theo một nghĩa nào đó, việc một cổ phiếu tham gia nhiều vào StatArb tự nó là một yếu tố rủi ro, một yếu tố tương đối mới và do đó không được các mô hình StatArb tính đến. Những sự kiện này cho thấy StatArb đã phát triển đến một điểm mà nó là một nhân tố quan trọng trên thị trường, rằng các quỹ hiện có có vị trí tương tự và đang cạnh tranh nhau để có được lợi nhuận như nhau. Mô phỏng các chiến lược StatArb đơn giản của Khandani và Lo cho thấy lợi nhuận của các chiến lược như vậy đã giảm đáng kể từ năm 1998 đến năm 2007, có lẽ là do cạnh tranh.
Có lập luận cho rằng các sự kiện trong tháng 8 năm 2007 có liên quan đến việc giảm thanh khoản, có thể do các nhà tạo lập thị trường tần suất cao giảm thiểu rủi ro trong thời gian đó.
Có một điểm đáng lưu ý là việc giảm giá trị danh mục đầu tư phổ biến cũng có thể là do cơ chế nhân quả. Cuộc khủng hoảng tài chính 2007-2008 cũng xảy ra vào thời điểm này. Nhiều, nếu không phải là đại đa số, các nhà đầu tư dưới bất kỳ hình thức nào, đã đặt khoản lỗ trong khung thời gian một năm này. Sự liên kết của các khoản lỗ được quan sát tại các quỹ đầu cơ sử dụng chênh lệch giá thống kê không nhất thiết là dấu hiệu của sự phụ thuộc. Khi nhiều đối thủ cạnh tranh tham gia vào thị trường và các quỹ đa dạng hóa giao dịch của họ trên nhiều nền tảng hơn StatArb, có thể thấy rằng không có lý do gì để mong đợi các mô hình nền tảng hoạt động giống nhau. Các mô hình thống kê của họ có thể hoàn toàn độc lập.

## Thực tế
Kinh doanh chênh lệch giá thống kê phải đối mặt với các tình huống pháp lý khác nhau ở các quốc gia hoặc thị trường khác nhau. Ở nhiều quốc gia nơi bảo mật giao dịch hoặc các công cụ phái sinh chưa được phát triển đầy đủ, các nhà đầu tư cảm thấy không khả thi hoặc không có lợi khi thực hiện chênh lệch giá thống kê trên thị trường địa phương.

### Trung Quốc
Ở Trung Quốc, đầu tư định lượng bao gồm cả kinh doanh chênh lệch giá thống kê không phải là cách tiếp cận chủ đạo đối với đầu tư. Một tập hợp các điều kiện thị trường hạn chế hành vi giao dịch của các quỹ và các tổ chức tài chính khác. Việc hạn chế bán khống cũng như các cơ chế ổn định thị trường (ví dụ: giới hạn hàng ngày) đặt ra những trở ngại nặng nề khi nhà đầu tư cá nhân hoặc nhà đầu tư tổ chức cố gắng thực hiện chiến lược giao dịch được áp dụng bởi lý thuyết chênh lệch giá thống kê.